# Josep Balmas i Ragué
Josep Balmas i Ragué   (Gualba, 1887 - 1966) propietari agrícola i empresari, va ser alcalde de Gualba en dues ocasions (1924-1930 i 1937-1939).

## Biografia
Balmas era el fill hereu de "ca n'Illa", de Gualba, una propietat amb moltes terres de conreu i boscos, que a l'inici del segle xx va ser deixada en masoveria. Josep Balmas es dedicà per un temps a la taperia i al comerç de la fusta. L'any 1909 es va casar i amb la seva esposa parà una fonda, que alhora feia de carnisseria i d'adroguer, i que rebria el nom de can Balmas. Al 6 d'abril del 1924 va ser elegit alcalde, càrrec que conservà fins al 26 de febrer del 1930. Aquell mateix any 1924, i juntament amb l'anterior alcalde Joan Suqué i Jo va fundar la societat Energia Elèctrica del Montseny, que portaria la llum elèctrica a Gualba. El juny de 1931, just després de proclamada la Segona República, va ser designat jutge municipal de Gualba. Fou un dels fundadors, i vicepresident, de l'"Agrupació Republicana Federal de Gualba" (1.1.1933); posteriorment, esdevindria secció local d'ERC. Durant la Guerra Civil Espanyola va ser novament elegit per a presidir el consistori gualbenc, cosa que va fer del 5 de desembre de 1937 al 2 de febrer de 1939. Aquest segon mandat estigué marcat per les conseqüències de la guerra, com gestionar el 1938 l'allotjament de refugiats provinents de l'Aragó, de Lleida i de Tarragona. Amb l'entrada dels revoltats franquistes va ser represaliat per haver estat alcalde i fou empresonat.